# Ernst Kretschmer
Ernst Kretschmer (Wüstenrot, 8 de outubro de 1888 – Tübingen, 8 de fevereiro de 1964) Prof. Dr. med. Dr. phil. (PhD) h.c., foi um psiquiatra que pesquisou a constituição humana e estabeleceu a tipologia.

## Biografia
Kretschmer estudou na Cannstatt Hochschule, uma das escolas de Latim mais antigas de Stuttgart. De 1906 a 1912 estudou teologia, medicina e filosofia nas Universidades de Tübingen, Munique e Hamburgo. De 1913 a 1926 foi assistente em Tübingen, onde recebeu sua habilitação em 1918.
Foi o primeiro a descrever o estado vegetativo persistente, também conhecido como Síndrome de Kretschmer. Outro termo médico cunhado pelo seu nome é a Paranóia Sensitiva de Kretschmer. Entre 1915 e 1921 desenvolveu o diagnóstico diferencial entre esquizofrenia e psicose maníaco-depressiva.
Kretschmer foi membro fundador do AÄGP (Sociedade Médica Geral para Psicoterapia), fundada em 12 de Janeiro de 1927. Foi presidente de 1929 a 1933, quando saiu do cargo por razões políticas e em protesto contra as leis de higiene racial. De 1946 a 1959 foi diretor da Clínica Psiquiátrica da Universidade de Tübingen.
Kretschmer também é conhecido por ter desenvolvido um sistema de classificação que pode ser visto como um dos primeiros expoentes da abordagem constitucional. Sua classificação baseava-se em 3 tipos principais de aspectos corporais: astênico ou leptossômico (magro, pequeno, fraco); atlético (musculoso, ossos grandes), pícnico (gordo, atarracado). Cada um destes tipos estaria associado a certas características de personalidade, e, em formas extremas, de psicopatologia. Kretschmer acreditava que indivíduos pícnicos eram amigáveis, dependentes de relacionamentos interpessoais e gregários. Em uma versão extrema destes traços, significaria, por exemplo, que obesos são mais predispostos à psicose maníaco-depressiva. Tipos magros seriam associados à introversão e timidez (que eram considerados como formas mais fracas dos sintomas negativos da esquizofrenia).
A associação de tipos constitucionais e traços de personalidade foi aprimorada por William Herbert Sheldon entre 1930 e 1970.

## Obra
- Wahnbildung und manisch-depressiver Symptomenkomplexe, Berlim, 1914, dissertação
- Der sensitive Beziehungswahn, Berlim, 1918
- Körperbau und Charakter, 1921, Routledge, ISBN 0-415-21060-7
- Medizinische Psychologie, 1922
- Hysterie, Reflex und Instinkt, Leipzig, 1923, Greenwood, ISBN 0-8371-5754-4
- Die Veranlagung zu seelischen Störungen, com Ferdinand Adalbert Kehrer, Berlim, 1924
- Störungen des Gefühlslebens, Temperamente, Berlim, 1928
- Geniale Menschen, Berlim, 1929, Routledge, ISBN 0-415-21061-5
- Das apallische Syndrom, 1940
- Psychotherapeuthische Studien, Stuttgart, 1949
- Robert Gaupp zum Gedächtnis, Stuttgart, 1953
- Gestufte Aktivhypnose – Zweigleisige Standardmethode, Munique–Berlim 1959
- Gestalten und Gedanken, 1963